# Sardinetrek

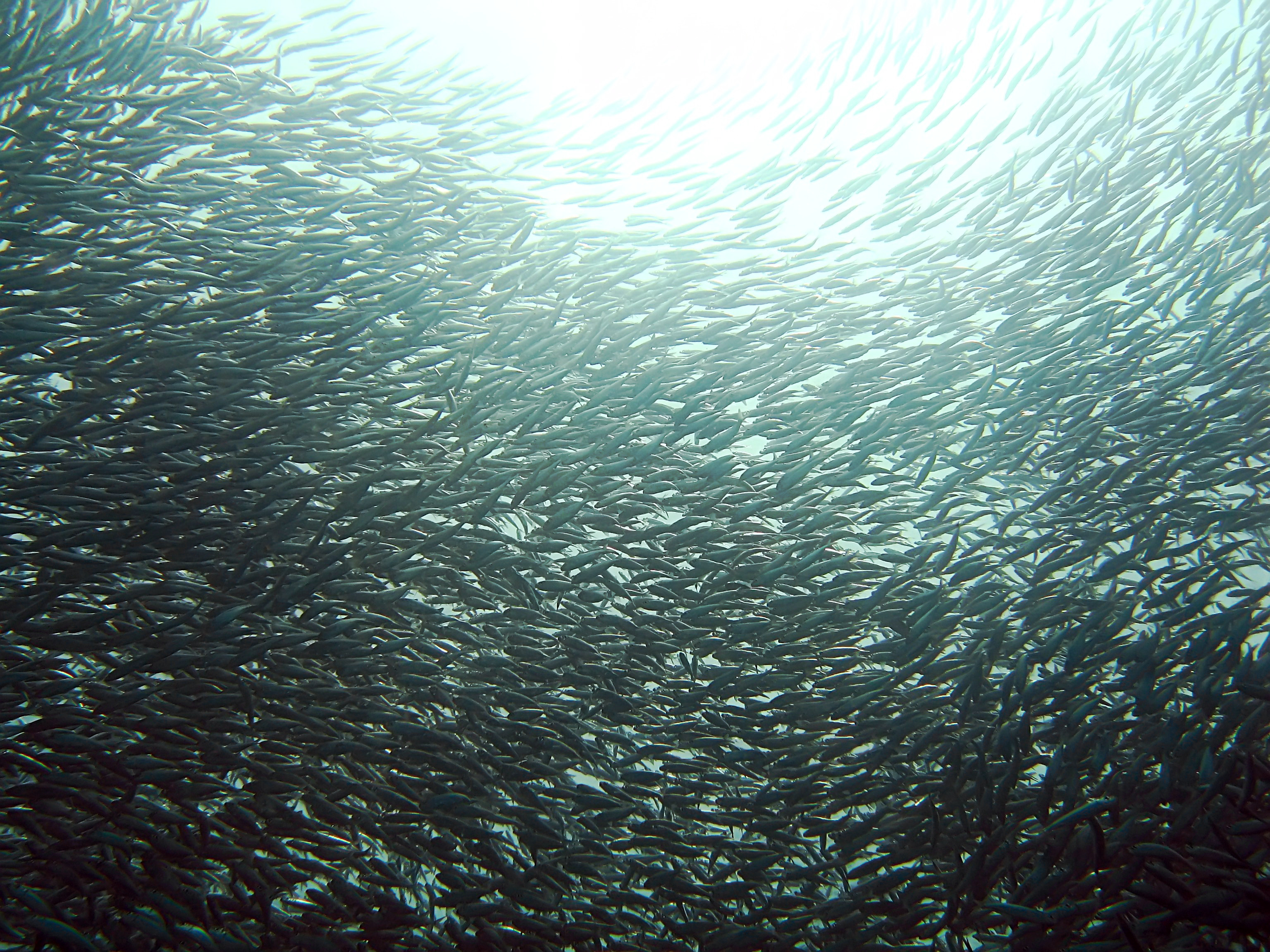
School sardines

De sardinetrek vindt plaats tussen mei en juli wanneer miljoenen sardines, meer bepaald de Zuid-Afrikaanse sardine (Sardinops sagax), zich in de koude wateren bij Kaap Agulhas bevinden en zich noordwaarts verplaatsen richting oostkust van Zuid-Afrika en Mozambique. Door hun grote aantal creëren ze een ook een trek van roofdieren die hen langs de kustlijn opwachten.
Onderzoekers schatten dat de sardinetrek qua biomassa kan concurreren met de migratie van Oost-Afrika’s wildebeesten. Dit maakt het tot een van de grootste migraties ter wereld. Scholen vissen van meer dan 7 km lang, 1,5 km breed en 30 m diep zijn geen uitzondering. Dit maakt ze duidelijk zichtbaar vanuit vliegtuigen. De trek vindt, in tegenstelling tot de trek van de gnoes, niet elk jaar plaats. Wetenschappers denken dat de temperatuur van het water onder de 21°C moet zakken alvorens er een migratie plaatsvindt. Zo konden de sardines in 2003 voor de derde maal in 23 jaar tijd niet migreren. De trek was in 2005 daarentegen wel succesvol. 2006 ten slotte werd weer gekenmerkt door een niet-trek. De laatste jaren wordt de migratie van deze vissen steeds moeilijker te voorspellen, onder meer door de opwarming van de aarde en overbevissing.

## Predatie
Deze migratie trekt, zoals bij elke migratie het geval is, vele roofdieren aan. Dolfijnen, meestal de gewone dolfijnen en soms tuimelaars, zijn met behulp van hun inwendige sonar in staat de sardines te achtervolgen. De jan-van-genten volgen deze zoogdieren en vinden dankzij de dolfijnen ook de sardines. Ook haaien, zoals de zwartpunthaai, grijpen hun kans, net als de Kaapse pelsrobben. Brydevinvissen ten slotte kunnen tot 20.000 visjes in één keer opslokken. Zowel de dolfijnen, de robben als de jan-van-genten stemmen het grootbrengen van hun jongen op de migratie af.
Toch kunnen al deze roofdieren de sardines slechts "vangen" aan de kustlijn. In volle zee is het water te diep, waar de meeste sardines kunnen ontsnappen dankzij hun defensief gedrag.
Ten tijde van gevaar troepen de vissen massaal samen. Dit is een instinctief bepaald mechanisme waardoor de kans op overleven groter wordt, en een belangrijke reden voor de schoolvorming. Door dit gedragspatroon kunnen scholen van miljoenen visjes ontstaan.
De dolfijnen hebben hier een gepaste strategie voor gevonden: door groepen sardines van de school af te splitsen kunnen deze de predatoren niet meer ontgaan. De dolfijnen vallen de dicht opeen gedrongen vissen aan terwijl ze ervoor zorgen dat de sardines steeds bijeen blijven. Haaien vallen tegelijkertijd vanonder aan, terwijl vogels zoals jan-van-genten, en soms aalscholvers, als pijlen van bovenaf aanvallen. De sardines worden zo aan alle kanten belaagd. Ook andere roofdieren profiteren van het werk van de dolfijnen; zonder hen zouden ze nooit de sardines in bedwang kunnen houden. Zo'n gemeenschappelijke aanval duurt maximaal 10 minuten. Onrechtstreeks vormt de Australische sardine ook voedsel voor roze pelikanen. Ook zij stemmen hun broedseizoen af op de migratie van de sardines: de pelikanen voeden hun eigen jongen met die van de jan-van-genten, die hun jongen op hetzelfde moment grootbrengen in afwachting van de trek. Het komt ook wel voor dat pelikanen zelf een sardientje meepikken. Zelfs van orkas is bekend dat ze worden aangetrokken door de sardinetrek, hun prooidieren zijn vooral de op de sardines afgekomen dolfijnen.

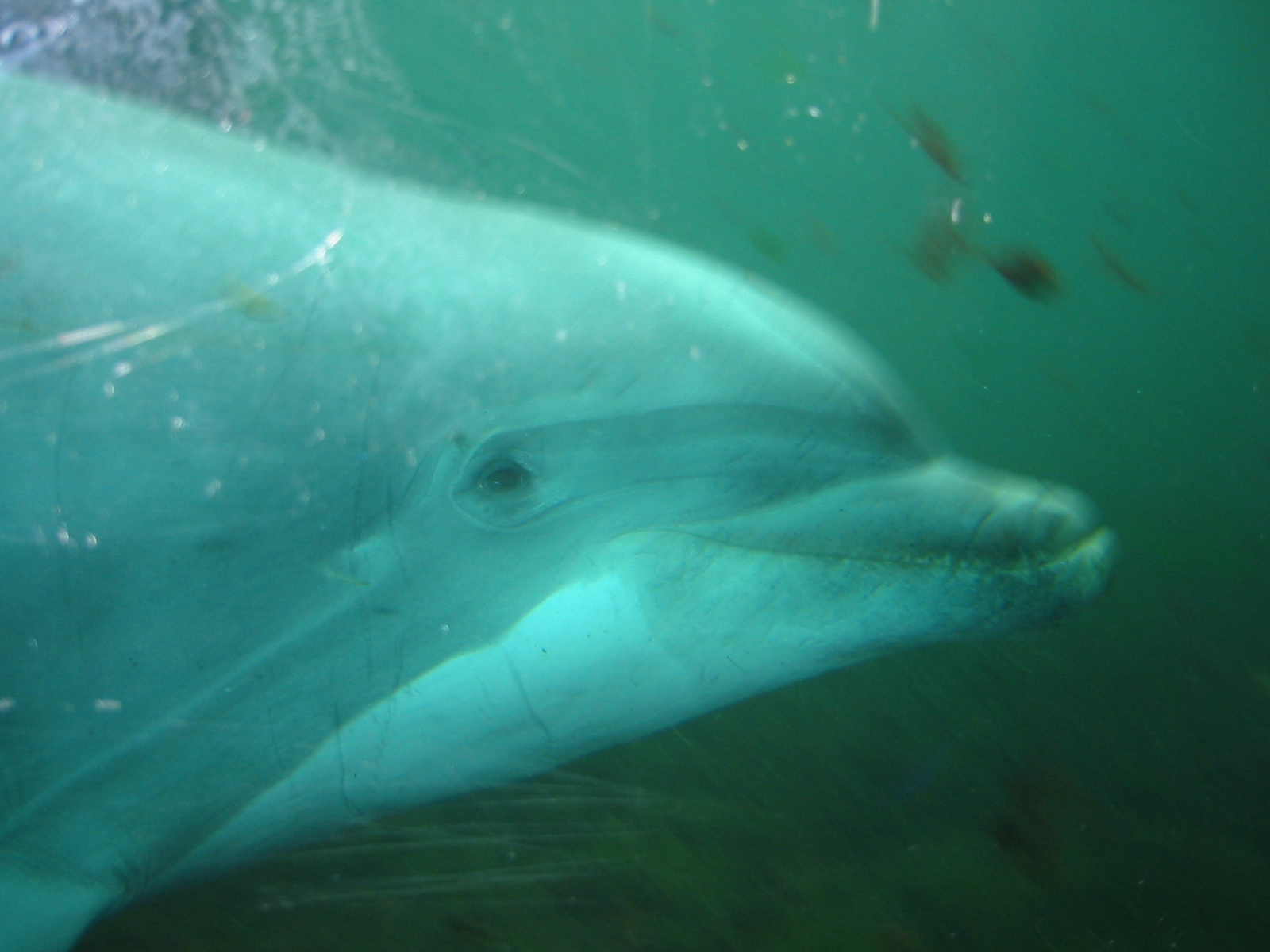
Een tuimelaar
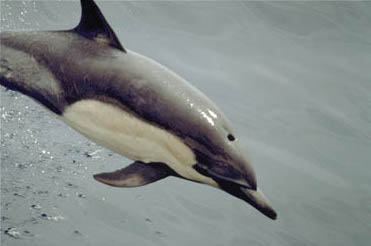
De gewone dolfijn
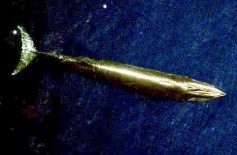
De Brydewalvis
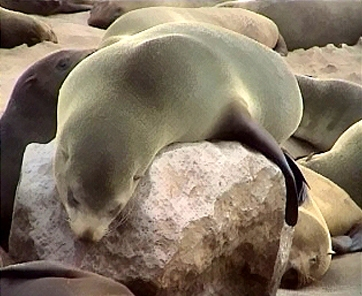
De Kaapse pelsrob
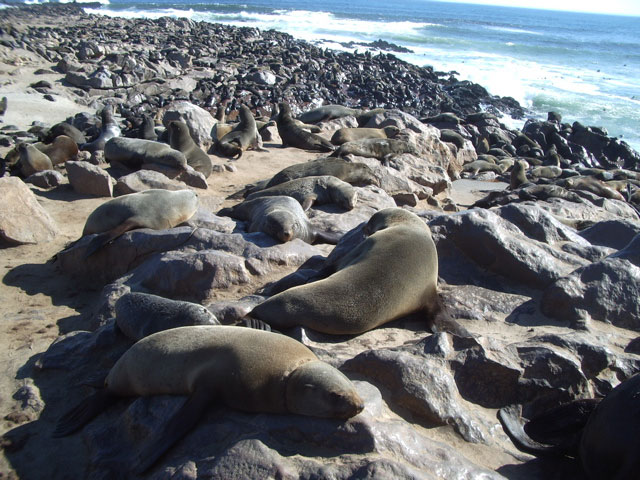
Kaapse pelsrobben op Kaap Kruis
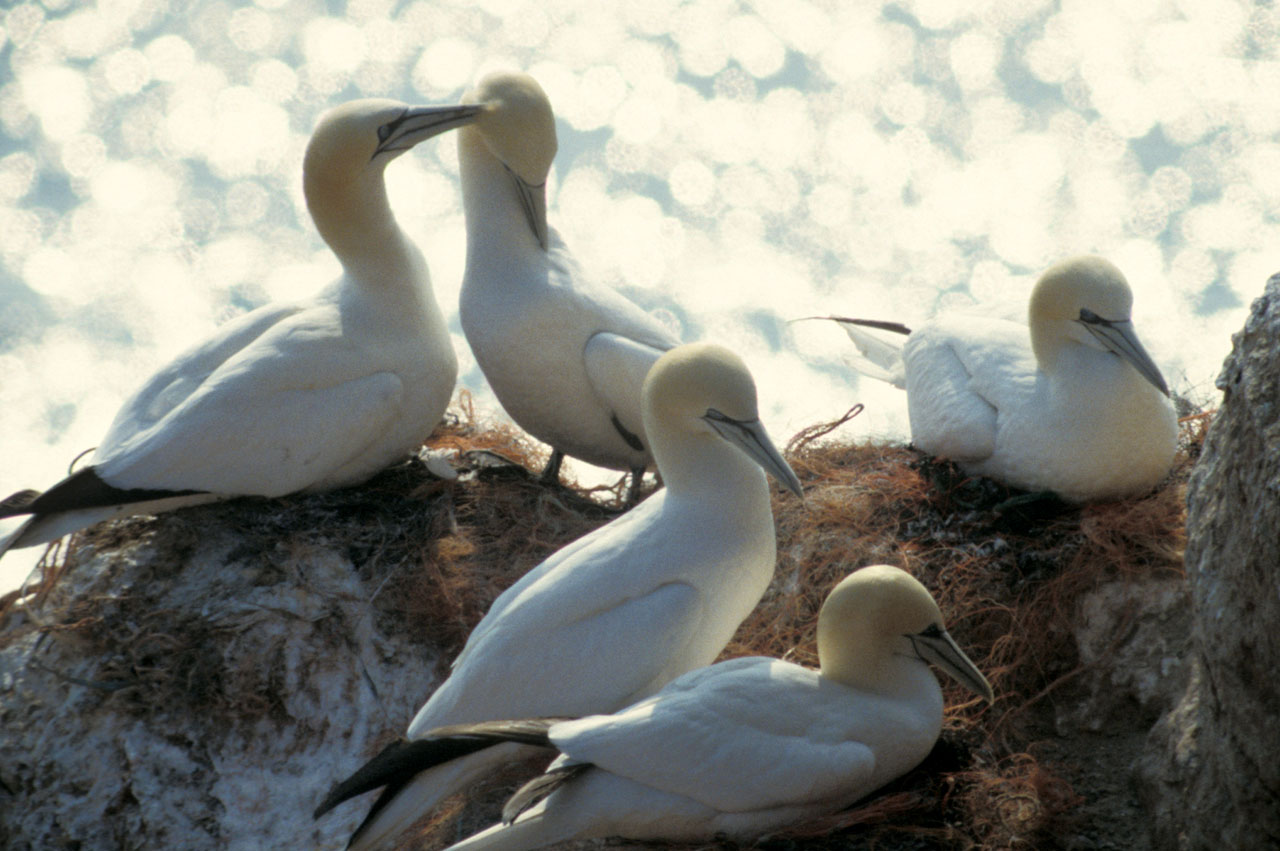
Jan-van-genten
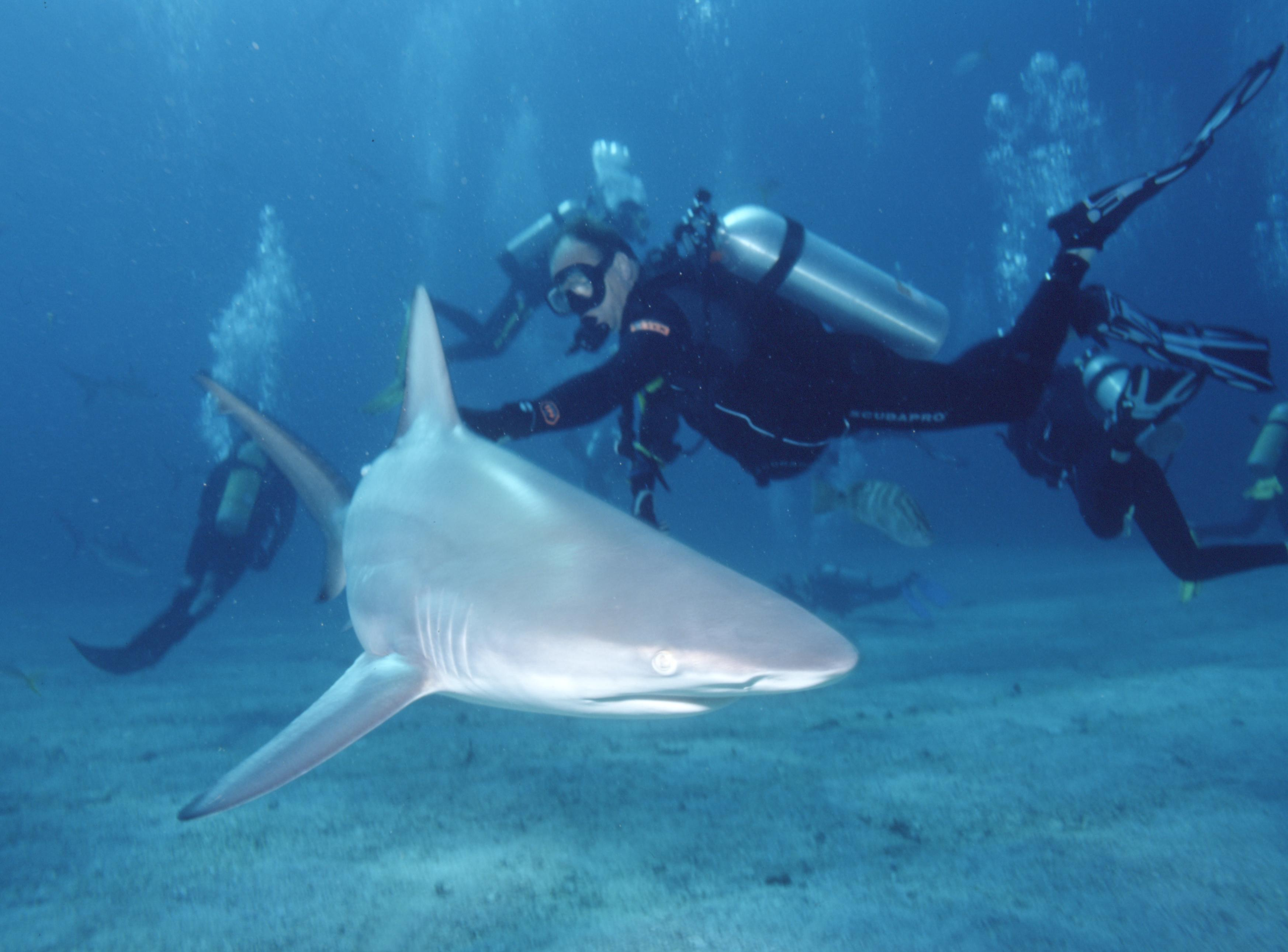
Zwartpunthaai met duiker
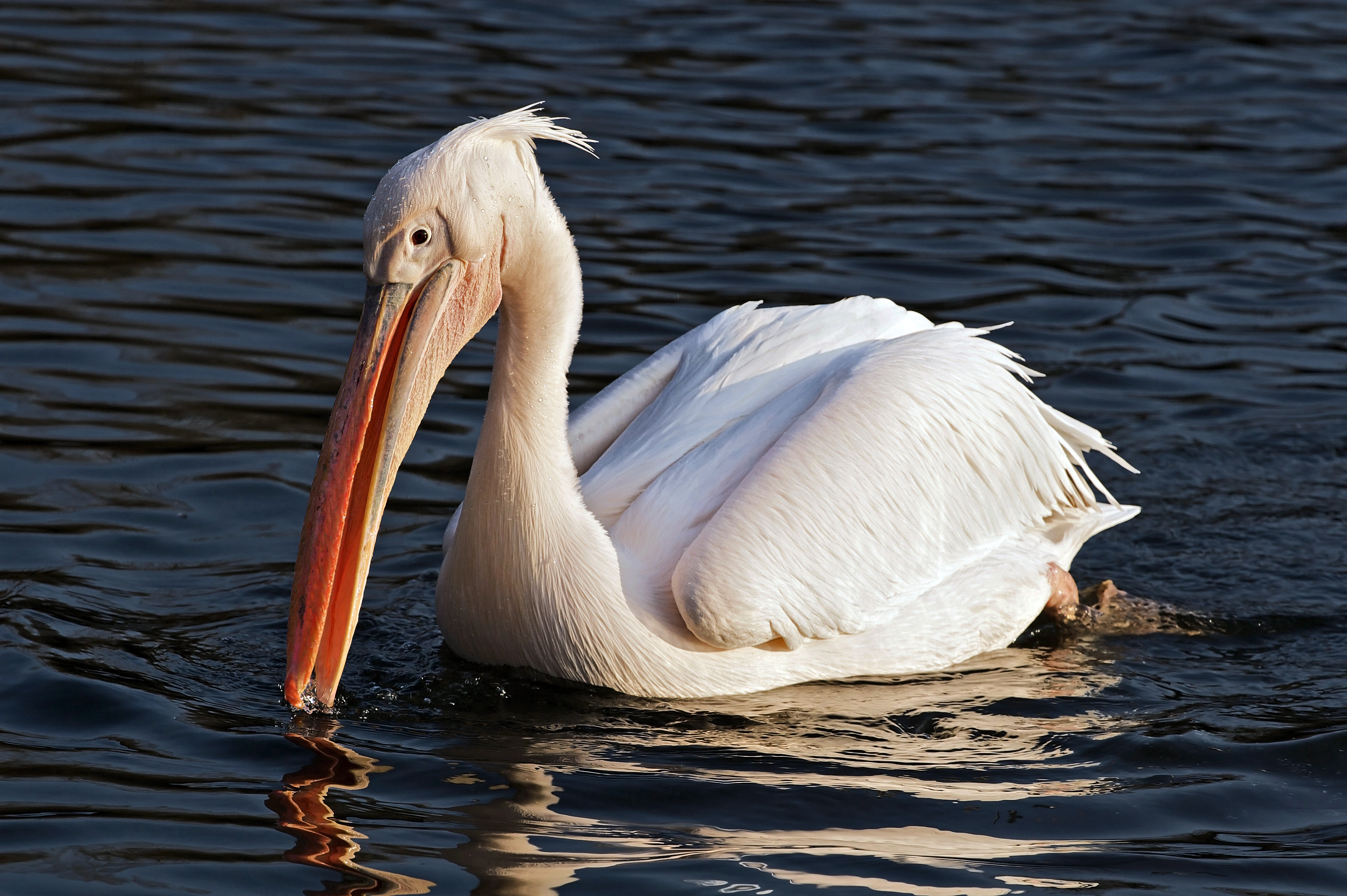
Roze pelikaan